# John Reaves
Thomas Johnson Reaves (Anniston, 2 marzo 1950 – Tampa, 1º agosto 2017) è stato un giocatore di football americano statunitense che ha giocato nel ruolo di quarterback nella National Football League (NFL) e nella United States Football League (USFL). Fu scelto nel corso del primo giro (14º assoluto) del Draft NFL 1972 dai Philadelphia Eagles. Al college giocò a football all'Università della Florida venendo premiato come All-American.

## Carriera professionistica
Reaves fu scelto dai Philadelphia Eagles come quattordicesimo assoluto del Draft 1972 giocandovi fino al 1974. Fu scambiato coi Cincinnati Bengals nel 1975, dopo di che firmò coi Minnesota Vikings nel 1979 e con gli Houston Oilers nel 1981. Reaves si unì ai Tampa Bay Bandits della neonata USFL nel 1983; fu il quarterback titolare della squadra per tre anni, dove giocò le migliori annate della carriera sotto la direzione del capo-allenatore Steve Spurrier. Dopo il fallimento della USFL, Reaves passò un'ultima stagione nella NFL coi Tampa Bay Buccaneers nel 1987.

## Statistiche
NFL
| Yard passate  | 3.617 |
| Touchdown     | 17    |
| Intercetti    | 34    |
| Passer rating | 51,4  |